# Филиппинцы
Филиппинцы (таг. Mga Pilipino; англ. Filipinos; исп. Pueblo filipino, Filipinos) — группа народов, населяющих Филиппинский архипелаг, или в политическом плане республику Филиппины, которые территориально практически полностью совпадают. Общая численность — около 103 млн человек, в том числе население Филиппинской республики — 99,9 млн чел. (2010).
Висайя — 40 %, тагалы — 21 %, илоки — 12 %, моро — 7 %. Население относится к разным антропологическим типам, главным образом к южномонголоидному типу с европеоидным компонентом, или к смешанному монголоидно-австралоидному. Аэта относятся к австралоидному типу.
По религиозным признакам приблизительно 86 % — католики, 10 % — мусульмане (население юго-западных островов, объединённых в особый мусульманский регион). Христианство смешано с местными верованиями, в результате чего популярны синкретические культы, например, местная филиппинская аглипаянская церковь.
Языки относятся к филиппинской зоне западно-австронезийской группы австронезийских языков. Состоят в близком родстве с индонезийскими и малайским языками. Государственный язык Филиппинской республики — филиппинский язык, стандартизованный на базе тагальского.
Национальным символом филиппинцев является цветок сампагита (местное название жасмина индийского).

## Ареал расселения
Крупнейшие острова — Лусон (со столицей Манила), и Минданао, меньше Негрос, Бохол, Себу, Лейте, Самар, Миндоро, Панай, Палаван. Из 7000 островов заселено только 800. Вместе с Зондским архипелагом Филиппины образуют один Малайский архипелаг, заселённый родственными народами, которых иногда именуют малайцами или индонезийцами.

## Этногенез и история
Филиппинцы происходят от переселенцев на Филиппинский архипелаг с запада; выделяют две основные волны: более ранних аэта (переселившихся не позднее 67 700 лет назад) и австронезийцев. Горные народы в основном представлены первой группой, затем их вытеснили вглубь островов австронезийцы, пришедшие позже с территории острова Тайвань.
Население архипелага с I тысячелетия нашей эры постепенно создало квазигосударственные образования, испытывавшие влияние Индии (индуизма и буддизма), Аравийского полуострова (ислама) и Китая. Более крупные из этих образований торговали с Китаем, Индией, Японией, Таиландом, Вьетнамом и Индонезией, а более мелкие барангаи входили с крупными в союзы.
Первым из европейцев Филиппины посетил Магеллан, в 1565 году с экспедиции Мигеля Лопеса де Легаспи началось испанское завоевание Филиппин. Испанцы принесли на Филиппины христианство, объединили разрозненные политические системы под центральной администрацией и основали там первый в Азии университет.
После поражения Испании в войне с США в 1898 году контроль над архипелагом перешёл к стране-победительнице. В законе Джонса 1916 года США обещали Филиппинам независимость, однако она была предоставлена стране лишь в 1946 году, спустя год после окончания Второй мировой войны и трёхлетней японской оккупации.

## Народы и языки
Крупнейшие народы, прибрежные: висайя, тагалы, илоки, бикол, пангасинан, пампанган, ибанаг, самбал. Более мелкие, горные: ифугао, бонток, тингианы, калинга, гадданы, инибалои,канканаи, апайо (Лусон), букиндон, билаан, манобо, багобо, мандайя, тидураи, тагакаоло, ата, мангуан-ганы (Минданао), мангианы (Миндоро), иватаны (Бабуян), тагбанва (Палаван).
Государственные языки Филиппин — филиппинский и английский; помимо них региональный статус имеют акланонский, центральный бикольский, себуанский, чабакано, хилигайнон, ибанаг, илоканский, иватанский, капампанганский, кинарайский, магинданао, маранао, пангасинанский, тина, суригаоский, тагальский, таусугский, варайский и яканский.
Аэта говорят на языках филиппинской группы.

## Хозяйство и быт
По состоянию на 2017 год экономика Филиппин — 34-я в мире по номинальному ВВП, однако около четверти населения живёт за чертой бедности. Около 30 % филиппинцев занято в сельском хозяйстве, другие крупные отрасли — судостроение, автомобилестроение, аэрокосмическая отрасль, производство электроники, горнодобывающая промышленность, аутсорсинг бизнес-процессов и туризм.
- Рисовые террасы в Ифугао
- Семья ткачей пенькового волокна
- Церковный праздник

### Архитектура
Архитектура Филиппин делится на доколониальную, колониальную и современную. Основной доколониальный тип жилища — ниповые дома на сваях, называемые бахай-кубо, и дома на деревьях; строительными материалами в доколониальное время были бамбук, дерево, пальмовые листья и другие растительные материалы. Испанцы принесли с собой колониальную архитектуру, филиппинские каменные дома этого стиля называются бахай-на-бато. Приход американских властей сопровождался переходом к архитектуре ар-деко. Современная филиппинская архитектура сочетает множество разнообразных стилей, официальный регулирующий её орган — United Architects of the Philippines.
Быт урбанизированных районов европейского типа, коренные народы сохраняют традиционное ручное переложное земледелие, животноводство, охоту; ткацкое, гончарное ремёсла и так далее.
- Простой бахай-кубо на одну семью
- Более крупный бахай-кубо
- Бахай-на-бато

### Национальный костюм
До прихода европейцев коренные жители украшали свои тела татуировками. Нынешний национальный костюм филиппинцев — цветная рубашка (бронг тагалог) и брюки у мужчин, блузка и саронг у женщин. Штаны у мужчин могут быть также до колен. Праздничное платье у женщин обязательно испанского покроя. Цвета — яркие, часто полосатые. У горных народов мужчины носят набедренную повязку, женщины — саронг.
- Традиционный костюм манобо
- Тагальский мужской костюм в начале XIX века
- Мужчины-аэта в набедренных повязках, 1885
- Женщина-метиса де сангли на фотографии Франсиско Ван Кампа, ок. 1875 г.

### Кухня
Филиппинская кухня испытала влияние китайской, малайской, яванской, испанской кулинарных традиций.
Основа филиппинской кухни — рис, который подают как гарнир к мясу, птице и рыбе, либо жарят с морепродуктами. Сваренный в банановых (лонгтонг) или пальмовых (кетупат) листьях рис является самостоятельным блюдом. Популярна жареная лапша пансит и свежие и термически обработанные овощи.
Благодаря островному положению страны в ней популярна рыба и морепродукты. Мясо (свинину, курицу) тушат с уксусом (адобо), свиную кожу подают как отдельное блюдо (чичаррон), также распространено блюдо лечон из жареного на вертеле целиком поросёнка. Едят яйца, в том числе со сформировавшимся зародышем (балют).
Десерты: додол (тянучка из кокосового молока), дульсе де лече (вываренное сгущёное молоко), кокосовый джем, песочное печенье польворон, выпечка энсаймада.

## Религия
Доколониальные религиозные верования разнятся от народа к народу, в основном представляя собой различные виды анимизма и политеизма. Коренной пантеон обширен и включает сотни божеств. Мифы многих народов впитали влияние индуизма и буддизма.

## Искусство и литература
Ранний образец изобразительного искусства — рисунки на керамике вроде сосуда из Манунгула. Другие примеры включают текстиль из манильской пеньки, татуировки и рисунки на теле, резьба по дереву, каллиграфия и так далее. Европейская живопись пришла на архипелаг в XVII веке.
Музыка Филиппин также представлена народной и европейской. Известна филиппинская серенада харана, струнный оркестр рондалла, любовные песни кундиман, парный танец кариньоса. В XX веке появилась филиппинская поп-музыка.
Популярен кинематограф, режиссёр Брильянте Мендоса был признан лучшим режиссёром на Каннском кинофестивале 2009 года.
- Погребальный сосуд из Манунгула[англ.]
- «Тампухан[англ.], Хуан Луна»